# ゴードリセラス
ゴードリセラス（学名：Gaudryceras）は、ゴードリセラス科に属するアンモナイト亜綱アンモナイト目の属。前期白亜紀のアルビアン期から後期白亜紀のマーストリヒチアン期にかけて生息し、日本からも化石が産出する。細く明瞭な肋が並んでいる点でアナゴードリセラスと区別できる。

## 命名
ゴードリセラスは1894年に Albert de Grossouvre (en) により命名された。Gaudryは研究者の名前、cerasは「角」を意味し、後者は太陽神アメンの角に由来している。ゴードリセラスはテチス海やインド太平洋（特に北太平洋地域）に広く生息していたため種数が多く、2012年時点では過去100年間に20種以上が記載されている。

## 特徴
ゴードリセラスは同じくゴードリセラス科に属するアナゴードリセラスに似るが、属レベルの同定は容易とされる。ゴードリセラス属の肋はS字型に湾曲しており、細い肋が数多く並ぶ中に、太い肋が周期的に入り込んでいる。成年殻の多くは住房でこの太い肋（主肋）が発達しているが、未成年殻に見られる細肋もそのまま残っている。

## 主な種

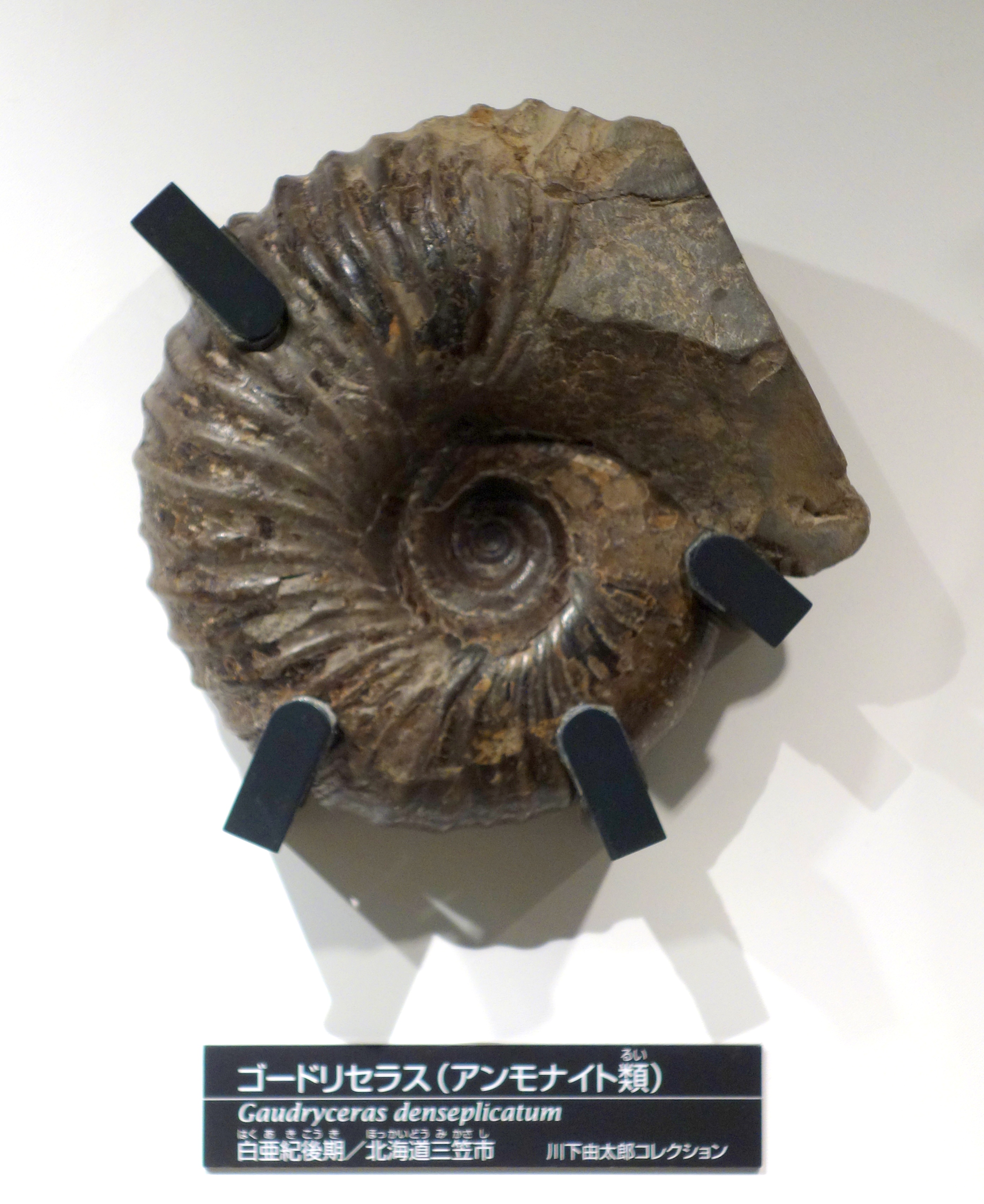
ゴードリセラス・デンセプリカタム
学名 - G. denseplicatum
螺環断面は円形で、中程度からやや密な巻きを示す。へそは深い。気室の外殻には鋭く明瞭な細肋のみが並び、住房の外殻では主肋が周期的に発達する。主肋に厚みがあるため、側方から見ると概形は波打って見える。殻の開口部の形状は肋のS字型と合致する。
チューロニアンからサントニアンにかけて産出する種であり、特にチューロニアンからコニアシアンで多産し、ゴードリセラス属の中ではゴードリセラス・テヌイリラータムと匹敵する。北海道では直径約20センチメートルに達するような個体も見られることがある。

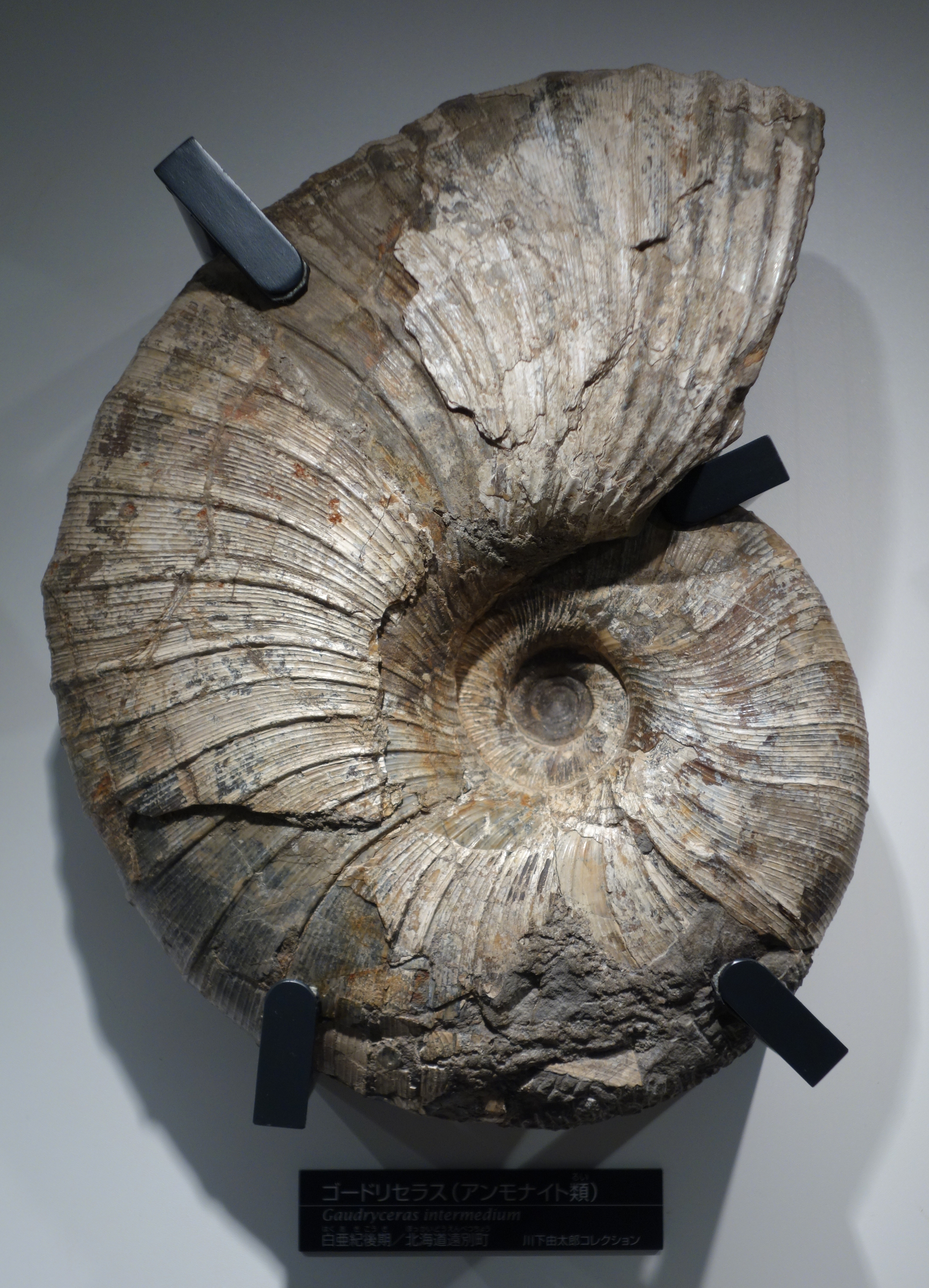
ゴードリセラス・インターメディウム
学名 - G. intermedium
螺環断面は円形で、中程度の巻きを示す。ゴードリセラス・デンセプリカタムと類似するためかつては性的二形や変種と解釈されたこともあったが、2018年時点では独立した種とする見解が主流とされる。種の識別のポイントとしては、主肋が比較的小さいため側方から見ると概形が平坦であることや、直径30センチメートルに達するなど大型であることが挙げられる。
サントニアンから下部カンパニアンの種である。
ゴードリセラス・テヌイリラータム
学名 - G. tenuiliratum
螺環断面は円形から楕円形で、中程度の巻きを示す。へそは浅く、細肋も穏やかで他の種ほど目立たない。大型のものでも直径10センチメートル程度で、他の種と比べ小型でもある。直径3センチメートルまでは細肋が発達し、大型化すると主肋が密になる。
上部コニアシアンから下部カンパニアンの種。へそを取り巻く中心部のみが黒褐色かつ剥離しやすい状態で発見される場合が多く、殻を保護する有機物層が炭化したと推測されている。
ゴードリセラス・イズミエンゼ
学名 - G. izumienze
近畿地方の和泉山脈で多産するほか、北海道の穂別地域やアメリカ合衆国のアラスカ州からも報告例がある。下部マーストリヒチアン階から産出する。
ゴードリセラス・ホベツエンゼ
学名 - G. hobetsense
成長初期段階で既に細肋が存在することや、成長後期段階の主肋の断面形状が平坦であることなどから、2013年に新種と認められた種。ゴードリセラス・イズミエンゼよりもやや早期の地層である最下部マーストリヒチアン階から産出しており、北海道やアラスカ州で発見されている。
ゴードリセラス・デンマネンゼ
学名 - G. denmanense
ブリティッシュコロンビア州やワシントン州に分布するナナイモ層群で産出する種。上部カンパニアンの種。
ゴードリセラス・トンベツエンゼ
学名 - G. tombetsense
樺太島南部に分布するKrasnoyarka累層の上部で多産する、上部マーストリヒチアンの種。西南日本の外和泉層群からも産出している。
ゴードリセラス・マカロヴェンゼ
学名 - G. makarovense
樺太島南部に分布するKrasnoyarka累層で多産する、マーストリヒチアンの種。ゴードリセラス・ホベツエンゼと酷似するが、成年殻の肋の角度が異なる。
ゴードリセラス・ハマナケンゼ
学名 - G. hamanakense
北海道の函淵層や平太郎沢層および厚岸層で産出する、上部マーストリヒチアンの種。